# Pleurophora anomala
Pleurophora anomala är en fackelblomsväxtart som först beskrevs av St.-hil., och fick sitt nu gällande namn av Emil Bernhard Koehne. Pleurophora anomala ingår i släktet Pleurophora och familjen fackelblomsväxter. Inga underarter finns listade i Catalogue of Life.